# Gymnasium Olbernhau

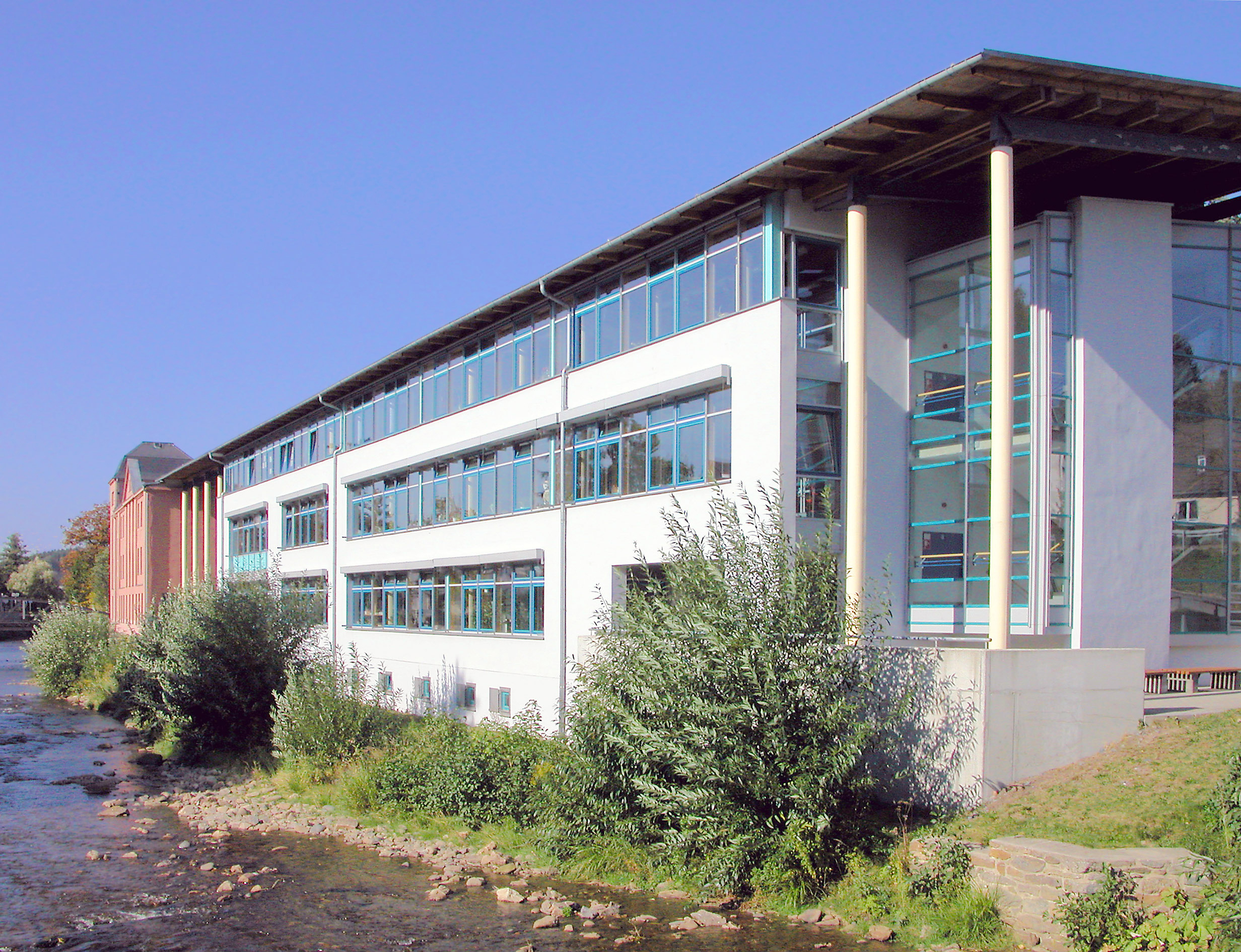
Außenansicht

Das Gymnasium Olbernhau ist ein staatliches Gymnasium in Olbernhau. Es wurde 1938 als Oberschule gegründet und nach der sächsischen Schulreform 1992 als Gymnasium neu gegründet.

## Geschichte
Der Grundstein für ein Gymnasium in Olbernhau wurde bereits 1939 gelegt. Durch das Regime der Nationalsozialisten und die anschließende Gründung der DDR wurde das Gymnasium Olbernhau in seiner heutigen Form erst 1992 gegründet.

### 1939 bis 1945
Am 30. März 1939 genehmigte das Sächsische Ministerium für Volksbildung die Einrichtung einer städtischen Oberschule für Jungen in Marienberg. Schon im April 1938 war vom Sächsischen Ministerium, der Stadt Olbernhau sowie dem Zweiamtsbezirk Sayda der Wunsch nach besseren Schulverhältnissen in der Region bekundet worden, da zur damaligen Zeit Schüler mit dem Wunsch nach höherer Schulbildung die Gegend verlassen mussten und somit auch unmittelbar auf gute finanzielle Verhältnisse der Eltern angewiesen waren. Olbernhau wurde daher als Standort für die Neugründung ausgewählt, da es das Zentrum des Flöhatals bildet und dadurch von den umliegenden Gemeinden aus gut erreichbar war. 1938 erweiterte sich durch die Annexion des Sudetenlands außerdem das Einzugsgebiet für die Schule. Auf Beschluss des Elternabends am 13. Februar 1939 kam es dann am 1. April 1939 zur Gründung eines Zweckverbandes. An der Gründung beteiligten sich die Gemeinden Seiffen, Neuhausen, Oberneuschönberg, Deutschneudorf und die Stadt Olbernhau. Zum ehrenamtlichen Leiter des Verbandes wurde der Bürgermeister der Stadt Olbernhau erklärt.
Am 14. April fanden die ersten Aufnahmeprüfungen für Schüler der ersten und zweiten Klasse mit insgesamt 20 Prüflingen statt. Mit dem Beginn des neuen Schuljahres am 17. April 1939 eröffnete die „Oberschule für Jungen (Klasse 1 und 2) – Gemeindeverbandschule – Olbernhau/Erzgebirge“ mit 62 Schülern und drei Lehrkräften am Gessingplatz in Olbernhau.
Leiter der Oberschule wurde Studienrat Horst Handrick. Anfangs standen ihm noch zwei Studienassessoren zur Verfügung, durch die Einberufung dieser in die Wehrmacht und den allgemeinen Lehrermangel unterrichtete 1940 der Schulleiter alleine, nur unterstützt durch einen Volksschullehrer für Englisch.
In den kommenden Jahren wurden auch eine dritte und vierte Klasse eingerichtet, der Lehrermangel setzte sich durch die Einberufung von Studienrat Horst Handrick fort. Ab dem Schuljahr 1941 besuchten 123 Schüler die Schule, unterrichtet von drei Lehrkräften für vier Klassen. Die Vergrößerung der Schulgemeinde setzte sich in den kommenden Jahren fort, was auch zu einer Abordnung weiterer Lehrkräfte führte. 1943 wurde Paul Starke zum Schulleiter ernannt und im Schuljahr 1944/45 besuchten schon 243 Schüler, unterrichtet von sieben Lehrkräften, die Olbernhauer Oberschule.
Nach Kriegsende wurde die Schule durch den Ortsausschuss auf ihre nationalsozialistische Vergangenheit überprüft.
Am 31. Oktober 1945 wurde auch eine siebte Klasse für die Oberschule genehmigt, für die Ablegung des Abiturs mussten die Schüler aber weiterhin die achte Klasse an der Oberschule Marienberg absolvieren.

### 1945 bis 1950
Durch den an deutschen Schulen eingeforderten Demokratisierungsprozess kam es sowohl zu Lehrer- als auch Schulbuchmangel an der Oberschule Olbernhau, da den Richtlinien der KPD nur Lehrer ohne NS-Vergangenheit unterrichten durften und zudem sämtliche „nazistische, militärische und andere reaktionäre Literatur“ aus den Schulen entfernt werden musste. Nach dem Beschluss des Gesetzes „zur Demokratisierung der deutschen Schulen“ durch die sowjetische Besatzung 1946 wurde außerdem das Schulsystem in der demokratischen Einheitsschule neu gegliedert. Oberschulen gehörten ab diesem Zeitpunkt zur dritten Stufe des Bildungssystems, der Oberstufe. Im Zuge dessen wurden auch neue Lehrpläne eingeführt und die Schulverwaltung durch den Präsidenten des Landes ausgeübt.
Im Jahr 1946 wurden an der Olbernhauer Oberschule erstmals die sogenannten Reifeprüfungen durchgeführt. Absolviert wurden die Prüfungen von fünf Mädchen und einem Jungen.
Vier Lehrer, darunter Schulleiter Paul Starke und drei Lehrerinnen unterrichteten die Schüler der Oberschule, unter anderem auch in Russisch. Bedingt durch die Kriegsfolgen und den Mangel an Unterrichtsmaterialien war die Durchführung des Unterrichts jedoch erst einmal stark erschwert. Die Schülerschaft ging über die Jahre leicht zurück, 1948 besuchten 124 Schüler die Olbernhauer Oberschule. Durch neue bildungspolitische Ziele der DDR wurden die Klassenjahrgänge 1949 verdoppelt, jedoch wurden auch 20 RM Schulgeld verlangt, wodurch viele Schüler sich den Schulbesuch nicht mehr leisten konnten und die Klassen wieder vereint wurden.

### 1950 bis 1970
1949 übernahm Ottomar Laux die Schulleitung und stellte einen Antrag auf eine neue Oberschule in Olbernhau, da das Gebäude sich in einem unzureichenden Zustand befand. Dieser wurde jedoch abgelehnt. Außerdem musste die Schule Lehrer ohne abgeschlossene Ausbildung einstellten, um den durch die Entnazifizierung hervorgerufenen Lehrermangel zu kompensieren. Der Unterricht war außerdem stark geprägt von der ideologischen Ausrichtung der DDR und bei der Neuaufnahme von Schülern wurden systemkonforme Schüler, beispielsweise Arbeiter- und Bauernkinder oder SED-Mitglieder, bevorzugt. 1959 kam es zu einer Differenzierung des Bildungsweges und damit der Möglichkeit, nach dem Abschluss der Oberschule noch einen erweiterten Oberschulabschluss (EOS) zu erwerben. Diese Möglichkeit bestand auch an der Oberschule Olbernhau, der 1949 der Name „Goethe-Oberschule"“ verliehen worden war.
Die Direktorenstelle zwischen 1950 und 1970 übernahmen, neben Ottmar Laux (1949–1953), Werner Kaden (1953–1956), Herbert Löchner (1956–1962) und Dieter Lang (1962–1970). Bis 1962 blieben die Schülerzahlen mit etwa 200 Plätzen konstant, unter Dieter Lang sanken die Schülerzahlen auf circa 165 ab.

### 1990 bis heute
Nach der Reform des Sächsischen Schulgesetzes 1990/91 und der damit einhergehenden Wiedereinführung der Schulform „Gymnasium“ beantragte die Stadt Olbernhau 1992 die Einrichtung eines Städtischen Gymnasiums beim Oberschulamt Chemnitz. Im Juli 1992 begann daraufhin der Unterricht mit 39 Lehrern und 791 Schülern am Gessingplatz. Die Schülerzahlen stiegen stetig an. 1994/95 besuchten 870 Schüler das Gymnasium, sodass sechs Klassen in die in Seiffen eingerichtete Außenstelle ausgelagert werden mussten. Die ehemalige „Gustav-Otto-Fabrik“ wurde zum neuen Schulhaus umgebaut, sodass ab dem 25. März 1998 ein neues Schulgebäude zur Verfügung stand. Unterstützt wird die Schule seit 1998 durch den Verein der Freunde und Förderer des Gymnasiums Olbernhau e. V.
2002 war das Schulgebäude vom Hochwasser der Flöha betroffen.
Später gab es noch eine Gebäudeerweiterung, in welchem die Aula und der Speisesaal untergebracht ist.

## Schulleben
Die Schule bietet das sprachliche, das naturwissenschaftliche und seit 2020 auch das Medienprofil an. Im Schulprogramm heißt es dazu:
„Die traditionellen Stärken im naturwissenschaftlichen Bereich sind weiter auszubauen, ohne die pädagogischen Ziele des gesellschaftswissenschaftlichen Aufgabenfeldes, z. B. die kritische Auseinandersetzung und Urteilsbildung mit historischen und politischen Themen zu vernachlässigen. Als Ergänzung zu den modernen Fremdsprachen Englisch, Französisch und Russisch, wird durch Latein als weitere Fremdsprache an Traditionen der humanistischen Bildung angeknüpft und den Schülern die Möglichkeit zum Erwerb des Latinums gegeben.“
Außerdem sei eine ganzheitliche humanistische Bildung ohne den künstlerisch-musischen Bereich nicht möglich, weshalb in diesem Bereich die bestehenden Tradition ausgebaut werden sollen.

### Außerunterrichtliche Aktivitäten
An dem Gymnasium Olbernhau werden diverse Arbeitsgemeinschaften unter anderem im Bereich Sport, Musik und Theater angeboten. Es gibt einen Schulchor sowie eine Schülerband. Das Gymnasium verfügt außerdem über eine Schulbibliothek und veröffentlicht eine Schülerzeitung. Das Gymnasium bietet zusätzlich die Teilnahme an Wettbewerben unter anderem in den Bereichen Sport, Mathematik, Erdkunde und Latein an.

### Traditionelle Veranstaltungen
Regelmäßig stattfindende Schulveranstaltungen sind, neben dem Tag der offenen Tür, Sprachreisen nach England und Frankreich, das jährlich stattfindende Pyramidenanschieben und ein Skilager für die siebten Klassen. Außerdem werden gemeinsam mit der Partnerschule Litvinov Volleyballturniere veranstaltet. Auch werden jedes Jahr Schulchor Konzerte in der Kirche Neuhausen durchgeführt.

## Partnerschaften
Nach der Schuldatenbank des Landes Sachsen hat das Gymnasium eine Reihe von Partnerschaften:
Partnerschulen
- 15. Grundschule Plzen
- Masaryk-Gymnasium Litvinov

Hochschulen
- Fachhochschule Mittweida
- Staatliche Studienakademie Glauchau
- Technische Universität Bergakademie Freiberg
- Technische Universität Chemnitz
- Westsächsische Hochschule Zwickau

Verbände und Vereine
- Jugendhilfe des Landkreises
- Naturschutzverein Miriquidica e. V.
- SG Nieder- und Kleinneuschönberg e. V.
- Volkshochschule Mittlerer Erzgebirgskreis
- Förderverein des Gymnasiums Olbernhau

## Persönlichkeiten
- Werner Kaden (* 1928), Musikwissenschaftler
- Ludwig Eberlein (* 1931), Ingenieur und Hochschullehrer
- Heiner Sandig (* 1945), Pfarrer und Politiker
- Heinz-Peter Haustein (* 1954), Politiker und ehemaliger Bundestagsabgeordneter